# Canton de Chiconi
Le canton de Chiconi est un ancien canton français situé dans le département de Mayotte et la région Mayotte.

## Histoire
À la suite de la loi du 17 mai 2013, un nouveau découpage cantonal est mis en place à Mayotte. Le canton de Chiconi et le canton d'Ouangani fusionnent pour former une seule entité qui se nomme le canton d'Ouangani. Ce dernier est composé des communes de Chiconi et d'Ouangani.

## Administration
| Période                                  | Période | Identité       | Étiquette | Qualité                                                |
| ---------------------------------------- | ------- | -------------- | --------- | ------------------------------------------------------ |
| 2004                                     | 2011    | Ishaka Ibrahim | UMP       |                                                        |
| 2011                                     | 2014    | Saïd Salime    | SE        | Président de la commission Culture, jeunesse et sports |
| Les données manquantes sont à compléter. |         |                |           |                                                        |

## Composition
Le canton était composé de l'unique commune de Chiconi.

## Démographie
| 2002  | 2007  | 2012  |
| ----- | ----- | ----- |
| 6 167 | 6 412 | 7 048 |